# Wenzeslaus Christoph von Lehwaldt

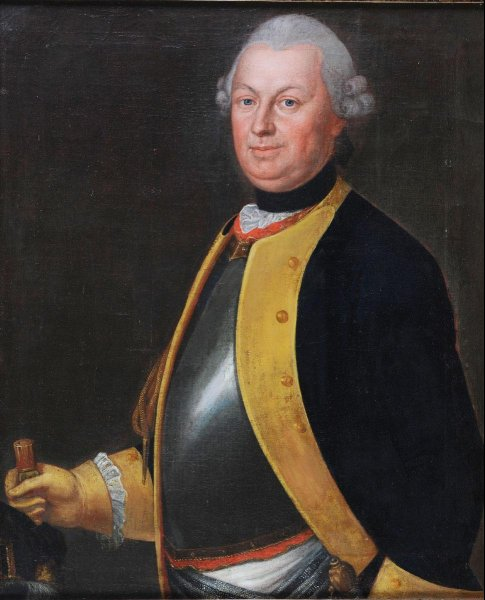
Wenzeslaus von Lehwaldt, Porträt von Leonhard Schorer

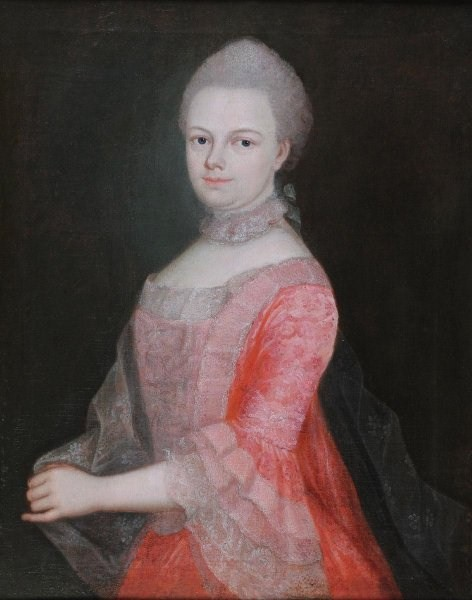
Lucia Hedwig von Lehwaldt geborene von Zeppelin, erste Ehefrau

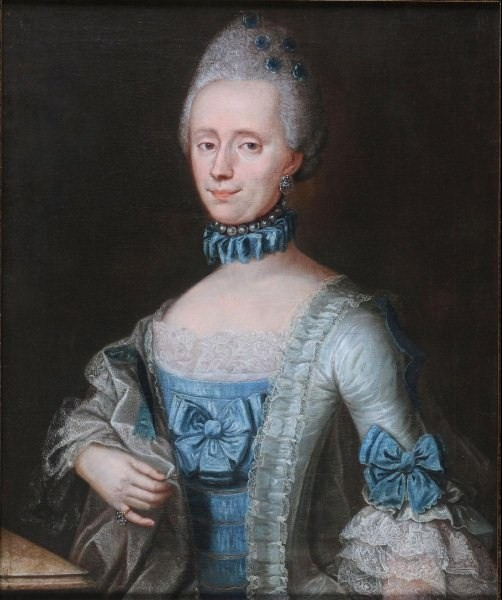
Sophia Eleanora von Lehwaldt geborene von Kuhnheim, zweite Ehefrau, Porträt von Leonhard Schorer

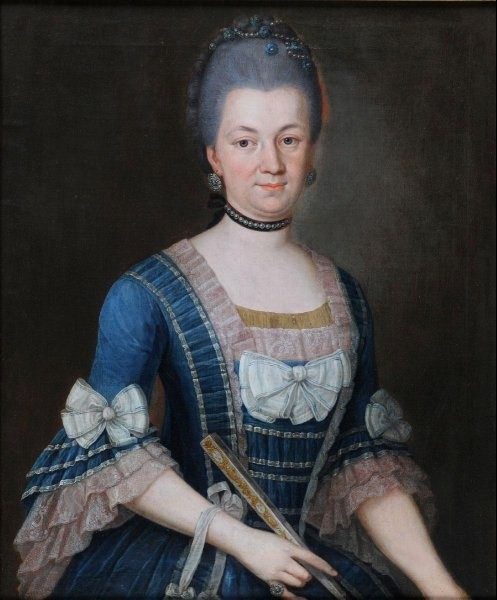
Catharina von Lehwaldt geborene Comtesse Eulenburg, dritte Ehefrau, Porträt von Leonhard Schorer

Wenzeslaus Hans Christoph von Lehwaldt (* 18. Februar 1717 auf Gut Ublick bei Johannisburg in Ostpreußen; † 27. Dezember 1793) war ein preußischer Generalleutnant und Chef des gleichnamigen Infanterieregiments.

## Leben

### Herkunft
Er stammte aus der alten, ursprünglich Lausitzer Adelsfamilie von Lehwaldt. Er war der Sohn von Georg von Lehwaldt († 1719) und dessen Ehefrau Katharina Luise von Elben. Sein Vater war ehemaliger Kapitän bei den Grand-Mousquetaires, der wegen Krankheit seinen Abschied nahm und eine Kompanie der Landmiliz erhielt.

### Militärkarriere
1732 trat Lehwaldt als Fahnenjunker des Infanterieregiment „von Röder“ der preußischen Armee ein und nahm mit diesem Verband 1734/35 am Rheinfeldzug teil. Im Jahre 1735 wurde er durch König Friedrich Wilhelm I. in Halberstadt zum Fähnrich ernannt. Dessen Nachfolger König Friedrich II. schickte ihn 1740 auf Werbung und beförderte ihn zum Sekondeleutnant. Im Ersten Schlesischen Krieg nahm Lehwaldt an der Schlacht bei Chotusitz teil. Nach dem Frieden von Breslau kam er mit seinem Regiment in die Grafschaft Glatz und avancierte 1743 zum Premierleutnant. Im Zweiten Schlesischen Krieg nahm er 1744 an der Belagerung von Prag teil. Danach befand er sich im Gefecht bei Habelschwerdt, dann in den Schlachten von Hohenfriedberg und Soor. 1756 wurde er Stabshauptmann.
Im Siebenjährigen Krieg blieb das Regiment zunächst in Preußen. 1757 bekam Lehwaldt seine eigene Kompanie und kämpfte in der Schlacht bei Groß-Jägersdorf. Dabei gelang es seiner Kompanie eine feindliche Batterie zu erobern. Die Einheit wurde nach Pommern verlegt und er nahm an der Belagerung und Eroberung von Demmin teil. In der Schlacht von Zorndorf wurde er am Unterleib verwundet. Trotzdem war er im gleichen Jahr noch an den Kämpfen gegen die Schweden bei Anklam und Peenemünde beteiligt. Am 7. Juni 1757 wurde Lehwaldt Major. Er kämpfte bei Kay und Kunersdorf sowie bei Meißen unter Generalleutnant von Finck. Bei diesen Kämpfen hatte das Regiment so schwere Verluste erlitten, dass vorläufig Lehwaldt das Kommando bekam. Dann wurde er an die Elbe verlegt. Die Einheit wurde mit den Resten des Regiments Hausen verstärkt und zum Schloss Rehsa geschickt, um so die Österreicher am Übergang über die Elbe zu hindern. Von hier wurde er nach Scharffenberg in Meißen verlegt und weiter über Berlin nach Stettin, wo das Regiment mit 500 neuen Rekruten aufgefüllt wurde. Danach wurde es 1760 über Berlin nach Sachsen verlegt. Im Korps des Generals Hülsen kämpfte es in der Schlacht bei Torgau (3. November 1760). Im Jahr darauf kam Lehwaldt zum Korps des Herzogs von Württemberg zur Verteidigung von Kolberg. Er kämpfte erneut gegen die Schweden in Malchin, um dann im Mecklenburgischen zu überwintern. 1762 marschierte er nach Oberschlesien in das Lager von Toppau. Danach kämpfte er in der Schlacht bei Reichenbach und der Belagerung von Schweidnitz. 
Nach dem Krieg stieg Lehwaldt bis 1770 zum Oberst und 1775 zum Regimentskommandeur auf. Am 22. März 1778 erhielt er die Ernennung zum Generalmajor.
Im Bayerischen Erbfolgekrieg kommandierte er im Korps des Königs eine Brigade aus den Regimentern „von Lengefeld“ und „von Krockow“. Er erhielt danach das Infanterieregiment „von Nassau-Usingen“, welches er am Ende des Krieges in seine Garnison nach Brieg führte. Am 5. März 1786 wurde er noch Generalleutnant. Auf Befehl des Königs wurde das Standquartier nach Crossen verlegt, um dem Kanton des Regiments näher zu sein. Im Mai 1788 erhielt er seine Entlassung mit einer Pension von 1200 Talern. Er starb 1793.

### Familie
Lehwaldt war dreimal verheiratet. Aus seiner ersten Ehe mit Lucia Hedwig von Zeppelin († 1768) gingen ein Sohn und zwei Töchter hervor. Seine zweite Frau war eine von Kunheim. In dritter Ehe war Lehwaldt mit Katharina Eleonore Charlotte Freiin von Eulenburg (1743–1824) aus dem Hause Gallingen verheiratet.